# 중산 고속공로
중산 고속공로(중국어 정체자: 中山高速公路, 병음: Zhōngshān gāosùgōnglù 중산 가오쑤궁루[*], 중산 고속공로)는 중화민국 지룽·타이베이·신주·타이중·타이난·가오슝 등 타이완 서부의 주요 도시를 지나는 총연장 374.3km의 고속도로로, 행정명칭은 "국도 1호" 통칭은 "제1고속공로"이다.

## 연혁
- 1971년 8월 14일 : 공사 착공
- 1974년 7월 29일 : 싼충 ∼ 중리 구간 개통
- 1978년 10월 31일 : 전구간 개통, 린커우 나들목 ~ 기장(공항) 나들목, 6차로 확장개통
- 1981년 : 싼충 나들목 ~ 린커우 나들목, 8차로 확장개통
- 1987년 : 린커우 나들목 ~ 양메이 나들목, 확장개통(린커우 ~ 기장(공항) 분기점, 8차로 확장, 기장(공항) 분기점 ~ 양메이 나들목 구간, 6차로 확장)
- 1995년 12월 : 조수 5고가부 개통
- 1999년 12월 : 양메이 나들목 ~ 신주 나들목, 6차로 확장개통
- 2003년 4월 : 내리막길의 감속 규정 철폐에 의해 전구간의 최고속도제한을 시속 100km로 변경
- 2003년 12월 : 신주 나들목 ~ 위안린 나들목, 6차로 확장개통(장화 분기점 ~ 장화 나돌목, 4차로에서 8차로 확장)
- 2006년 2월 10일 : ETC시스템 도입
- 2008년 3월 16일 : 타이안 휴게소 ~ 난쯔 나들목, 최고속도제한을 시속 110km로 변경
- 2008년 9월 : 위안린 나들목 ~ 가오슝 나들목 확장개통(위안린 나들목 ~ 더우난 나들목, 더우난 요금소 ~ 타이난 분기점, 옌수이시 교 ~ 난쯔 나들목 : 4차로→6차로, 윈린 분기점, 더우난 나들목 ~ 윈린 분기점, 윈린 분기점 ~ 더우난 요금소, 타이난 분기점 ~ 옌수이시 교, 난쯔 나들목 ~ 딩진 분기점 : 4차로→8차로, 딩진 분기점 ~ 가오슝 나들목 : 8차로→10차로)
- 2009년 11월 21일 : 우양 고가 공사 착공
- 2011년 7월 31일 : 다화 분기점 개통
- 2011년 10월 2일 : 샤잉 분기점 개통
- 2011년 12월 23일 : 민슝 나들목 개통
- 2012년 4월 21일 : 후웨이 나들목 개통

## 구성
- 나들목 : 52개
- 분기점 : 17개
- 요금소 : 11개
- 터널 : 1개

## 나들목 · 분기점
- 여기서 숫자는 진출입교차점 (IC 및 JC) 번호를 말하고, TG는 요금소(Tollgate), 는 휴게소(Service Area)를 뜻한다.
- 거리의 단위는 km이다.

| 번호 | 이름                    | 중국어 이름    | 로마자 이름          | 구간 거리 | 누적 거리 | 접속 노선                                       | 소재지      | 소재지      | 비고                     |
| ---- | ----------------------- | -------------- | -------------------- | --------- | --------- | ----------------------------------------------- | ----------- | ----------- | ------------------------ |
|      | 지룽 기종점             | 基隆端         |                      | 0.0       | 0.0       | 동안 고가도로                                   | 지룽시      | 런아이 구   |                          |
|      | 지룽 나들목             | 基隆交流道     | Keelung IC           | 0.0       | 1.1       |                                                 | 지룽시      | 런아이 구   |                          |
|      | 바두 나들목             | 八堵交流道     | Badu IC              | 0.0       | 2.6       |                                                 | 지룽시      | 치두 구     |                          |
|      | 다화 분기점             | 大華系統交流道 | Dahua JC             | 0.0       | 5.0       | 타이완 성도 제62호선(쾌속공로)                  | 지룽시      | 치두 구     |                          |
|      | 우두 나들목             | 五堵交流道     | Wudu IC              | 0.0       | 6.8       |                                                 | 지룽시      | 치두 구     |                          |
|      | 시즈 나들목             | 汐止交流道     | Xizhi IC             | 0.0       | 10.5      | 타이완 성도 제5호선 (갑)                        | 신베이시    | 시즈 구     |                          |
|      | 시즈 분기점             | 汐止系統交流道 | Xizhi JC             | 0.0       | 11.5      | 포르모자 고속공로(국도 제3호선)                 | 신베이시    | 시즈 구     |                          |
|      | 시즈 고가교 시즈 시종점 | 汐五高架汐止端 |                      | 0.0       | 12.0      | 시즈 고가교                                     | 신베이시    | 시즈 구     |                          |
|      | 둥후 나들목             | 東湖交流道     | Donghu IC            | 0.0       | 15.2      |                                                 | 타이베이시  | 네이후 구   |                          |
|      | 네이후 나들목           | 內湖交流道     | Neihu IC             | 0.0       | 16.8      |                                                 | 타이베이시  | 네이후 구   |                          |
|      | 위엔산 나들목           | 圓山交流道     | Yuanshan IC          | 0.0       | 23.2      |                                                 | 타이베이시  | 중산 구     |                          |
|      | 타이베이 나들목         | 台北交流道     | Taipei IC            | 0.0       | 25.2      | 타이완 성도 제2호선 (을)                        | 타이베이시  | 다퉁 구     |                          |
|      | 싼충 나들목             | 三重交流道     | Sanchong IC          | 0.0       | 27.0      |                                                 | 신베이시    | 싼충 구     |                          |
|      | 우구 나들목             | 五股交流道     | Wugu IC              | 0.0       | 33.0      | 시즈 고가교 현도 제107호선 타이완 성도 제65호선 | 신베이시    | 싼충 구     |                          |
|      | 타이산 전접도           | 泰山轉接道     |                      | 0.0       | 35.0      | 우구 양메이 고가교                              | 신베이시    |             |                          |
|      | 린커우 나들목           | 林口交流道     | Linkou IC            | 0.0       | 41.0      | 현도 제105호선                                  | 신베이시    | 린커우 구   |                          |
|      | 타오위안 나들목         | 桃園交流道     | Taoyuan IC           | 0.0       | 49.1      | 타이완 성도 제4호선                             | 타오위안 시 | 루주 구     |                          |
|      | 기장 분기점             | 機場系統交流道 | Airport JC           | 0.0       | 52.5      | 국도 제2호선                                    | 타오위안 시 | 타오위안 구 |                          |
|      | 중리 휴게소             | 中壢服務區     | Zhongli SA           | 0.0       | 0.0       |                                                 | 타오위안 시 | 중리 구     |                          |
|      | 네이리 나들목           | 內壢交流道     | Neili IC             | 0.0       | 57.0      | 현도 제110호선 (갑)                             | 타오위안 시 | 중리 구     |                          |
|      | 중리 전접도             | 中壢轉接道     |                      | 0.0       | 59.0      | 우구 양메이 고가도                              | 타오위안 시 | 중리 구     |                          |
|      | 중리 나들목             | 中壢交流道     | Zhongli IC           | 0.0       | 62.0      | 현도 제114호선                                  | 타오위안 시 | 중리 구     |                          |
|      | 핑전 분기점             | 平鎮系統交流道 | Yangmei JC           | 0.0       | 65.0      | 타이완 성도 제66호선(쾌속공로)                  | 타오위안 시 | 핑전 구     |                          |
|      | 유스 나들목             | 幼獅交流道     | Youshi IC            | 0.0       | 67.0      |                                                 | 타오위안 시 | 양메이 구   |                          |
|      | 양메이 나들목           | 楊梅交流道     | Yangmei IC           | 0.0       | 69.0      | 타이완 성도 제1호선                             | 타오위안 시 | 양메이 구   |                          |
|      | 우구 고가도 양메이 종점 | 五楊高架楊梅端 |                      | 0.0       | 70.0      | 우구 양메이 고가도                              |             |             |                          |
|      | 후커우 나들목           | 湖口交流道     | Hukou IC             | 0.0       | 83.0      |                                                 | 신주 현     | 후커우 향   |                          |
|      | 후커우 휴게소           | 湖口服務區     | Hukou SA             | 0.0       | 0.0       |                                                 | 신주 현     | 후커우 향   |                          |
|      | 주베이 나들목           | 竹北交流道     | Zhubei IC            | 0.0       | 91.0      |                                                 | 신주 현     | 주베이 시   |                          |
|      | 신주 나들목             | 新竹交流道     | Hsinchu IC           | 0.0       | 0.0       |                                                 | 신주 시     | 둥 구       |                          |
|      | 신주 분기점             | 新竹系統交流道 | Hsinchu JC           | 0.0       | 0.0       | 포르모자 고속공로(국도 제3호선)                 | 신주 현     | 바오산 향   |                          |
|      | 터우펀 나들목           | 頭份交流道     | Toufen IC            | 0.0       | 0.0       | 타이완 성도 제1호선 현도 제124호선              | 먀오리 현   | 터우펀 시   |                          |
|      | 터우우 나들목           | 頭屋交流道     | Touwu IC             | 0.0       | 0.0       |                                                 | 먀오리 현   | 터우우 향   |                          |
|      | 먀오리 나들목           | 苗栗交流道     | Miaoli IC            | 0.0       | 0.0       | 타이완 성도 제6호선                             | 먀오리 현   | 궁관 향     |                          |
|      | 퉁뤄 나들목             | 銅鑼交流道     | Tongluo IC           | 0.0       | 0.0       |                                                 | 먀오리 현   | 퉁뤄 향     |                          |
|      | 싼이 나들목             | 三義交流道     | Sanyi IC             | 0.0       | 0.0       | 타이완 성도 제13호선                            | 먀오리 현   | 싼이 향     |                          |
|      | 타이안 휴게소           | 泰安服務區     | Tai'an SA            | 0.0       | 0.0       | 타이완 성도 제13호선                            | 타이중시    | 허우리 구   |                          |
|      | 허우리 나들목           | 后里交流道     | Houli JC             | 0.0       | 0.0       | 현도 제132호선                                  | 타이중시    | 허우리 구   |                          |
|      | 타이중 분기점           | 台中系統交流道 | Taichung JC          | 0.0       | 0.0       | 국도 제4호선                                    | 타이중시    | 선강 구     |                          |
|      | 펑위안 나들목           | 豐原交流道     | Fengyuan IC          | 0.0       | 0.0       | 타이완 성도 제10호선                            | 타이중시    | 선강 구     |                          |
|      | 다야 나들목             | 大雅交流道     | Daya IC              | 0.0       | 0.0       | 타이완 성도 제1호선 (을)                        | 타이중시    | 시툰 구     |                          |
|      | 타이중 나들목           | 台中交流道     | Taichung IC          | 0.0       | 0.0       | 타이완 성도 제12호선                            | 타이중시    | 시툰 구     |                          |
|      | 난툰 나들목             | 南屯交流道     | Nantun IC            | 0.0       | 0.0       | 현도 제136호선                                  | 타이중시    | 난툰 구     |                          |
|      | 왕톈 나들목             | 王田交流道     | Wangtian IC          | 0.0       | 0.0       | 타이완 성도 제1호선                             | 타이중시    | 다두 구     |                          |
|      | 장화 분기점             | 彰化系統交流道 | Changhua JC          | 0.0       | 0.0       | 포르모자 고속공로(국도 제3호선)                 | 장화 현     | 장화 시     |                          |
|      | 장화 나들목             | 彰化交流道     | Changhua IC          | 0.0       | 0.0       | 타이완 성도 제19호선                            | 장화 현     | 장화 시     |                          |
|      | 푸옌 분기점             | 埔鹽系統交流道 | Puyan JC             | 0.0       | 0.0       | 타이완 성도 제76호선(쾌속공로)                  | 장화 현     | 푸옌 향     |                          |
|      | 위안린 나들목           | 員林交流道     | Yuanlin IC           | 0.0       | 0.0       | 현도 제148호선                                  | 장화 현     | 시후 진     |                          |
|      | 베이더우 나들목         | 北斗交流道     | Beidou IC            | 0.0       | 0.0       | 현도 제150호선                                  | 장화 현     | 피터우 향   |                          |
|      | 시뤄 휴게소             | 西螺服務區     | Siluo SA             | 0.0       | 0.0       |                                                 | 윈린 현     | 시뤄 진     |                          |
|      | 시뤄 나들목             | 西螺交流道     | Siluo IC             | 0.0       | 0.0       | 타이완 성도 제1호선                             | 윈린 현     | 시뤄 진     |                          |
|      | 후웨이 나들목           | 虎尾交流道     | Huwei IC             | 0.0       | 0.0       | 타이완 성도 제1호선                             | 윈린 현     | 후웨이 진   |                          |
|      | 더우난 나들목           | 斗南交流道     | Dounan IC            | 0.0       | 0.0       | 현도 제158호선                                  | 윈린 현     | 더우난 진   |                          |
|      | 윈린 분기점             | 雲林系統交流道 | Yunlin JC            | 0.0       | 0.0       | 타이완 성도 제78호선(쾌속공로)                  | 윈린 현     | 더우난 진   |                          |
|      | 다린 나들목             | 大林交流道     | Dalin IC             | 0.0       | 0.0       | 현도 제162호선                                  | 자이 현     | 다린 진     |                          |
|      | 민슝 나들목             | 民雄交流道     | Minsyong IC          | 0.0       | 0.0       | 현도 제164호선                                  | 자이 현     | 민슝 향     |                          |
|      | 자이 나들목             | 嘉義交流道     | Chiayi IC            | 0.0       | 0.0       | 현도 제159호선                                  | 자이 시     | 둥 구       |                          |
|      | 수이상 나들목           | 水上交流道     | Shuishang IC         | 0.0       | 0.0       | 현도 제168호선                                  | 자이 현     | 수이상 향   |                          |
|      | 자이 분기점             | 嘉義系統交流道 | Chiayi JC            | 0.0       | 0.0       | 타이완 성도 제82호선(쾌속공로)                  | 자이 현     | 수이상 향   |                          |
|      | 신잉 휴게소             | 新營服務區     | Xinying SA           | 0.0       | 0.0       |                                                 | 타이난시    | 허우비 구   |                          |
|      | 신잉 나들목             | 新營服務區     | Xinying IC           | 0.0       | 0.0       | 현도 제172호선                                  | 타이난시    | 신잉 구     |                          |
|      | 샤잉 분기점             | 下營系統交流道 | Xiayong JC           | 0.0       | 0.0       | 타이완 성도 제84호선(쾌속공로)                  | 타이난시    | 마더우 구   |                          |
|      | 마더우 나들목           | 麻豆交流道     | Madou IC             | 0.0       | 0.0       | 현도 제176호선                                  | 타이난시    | 마더우 구   |                          |
|      | 안딩 나들목             | 安定交流道     | Anding IC            | 0.0       | 0.0       | 현도 제178호선                                  | 타이난시    | 안딩 구     |                          |
|      | 타이난 분기점           | 台南系統交流道 | Tainan JC            | 0.0       | 0.0       | 국도 제8호선                                    | 타이난시    | 신스 구     |                          |
|      | 융캉 나들목             | 永康交流道     | Yongkang IC          | 0.0       | 0.0       | 타이완 성도 제1호선                             | 타이난시    | 융캉 구     |                          |
|      | 다완 나들목             | 大灣交流道     | Dawan IC             | 0.0       | 0.0       | 현도 제180호선                                  | 타이난시    | 융캉 구     | 공사중(2014년 완공 예정) |
|      | 타이난 나들목           | 台南交流道     | Tainan IC            | 0.0       | 0.0       | 현도 제182호선                                  | 타이난시    | 런더 구     |                          |
|      | 런더 분기점             | 仁德系統交流道 | Rende JC             | 0.0       | 0.0       | 타이완 성도 제86호선(쾌속공로)                  | 타이난시    | 런더 구     |                          |
|      | 런더 휴게소             | 仁德服務區     | Rende SA             | 0.0       | 0.0       | 타이완 성도 제86호선(쾌속공로)                  | 타이난시    | 런더 구     |                          |
|      | 루주 나들목             | 路竹交流道     | Luzhu IC             | 0.0       | 0.0       | 타이완 성도 제28호선                            | 가오슝시    | 루주 구     |                          |
|      | 가오커 나들목           | 高科交流道     | Kaohsiung Science IC | 0.0       | 0.0       |                                                 | 가오슝시    | 루주 구     |                          |
|      | 강산 나들목             | 岡山交流道     | Gangshan IC          | 0.0       | 0.0       | 현도 제186호선                                  | 가오슝시    | 옌차오 구   |                          |
|      | 난쯔 나들목             | 楠梓交流道     | Nanzih IC            | 0.0       | 0.0       | 타이완 성도 제28호선                            | 가오슝시    | 런우 구     |                          |
|      | 딩진 분기점             | 鼎金系統交流道 | Dingjin JC           | 0.0       | 0.0       | 국도 제10호선                                   | 가오슝시    | 싼민 구     |                          |
|      | 가오슝 나들목           | 高雄交流道     | Kaohsiung IC         | 0.0       | 0.0       | 타이완 성도 제1호선                             | 가오슝시    | 싼민 구     |                          |
|      | 돤푸루 나들목           | 瑞隆路交流道   | Ruilong Road IC      | 0.0       | 0.0       |                                                 | 가오슝시    | 펑산 구     |                          |
|      | 우자 분기점             | 五甲系統交流道 | Wujia JC             | 0.0       | 0.0       | 타이완 성도 제88호선(쾌속공로)                  | 가오슝시    | 펑산 구     |                          |
|      | 우자 나들목             | 五甲交流道     | Wujia IC             | 0.0       | 0.0       | 현도 제183호선                                  | 가오슝시    | 펑산 구     |                          |
|      | 가오슝 기종점           | 高雄端         |                      | 0.0       | 0.0       | 타이완 성도 제17호선                            | 가오슝시    | 샤오강 구   |                          |

## 같이 보기
- 맥아더 공로